# バリー・サリヴァン (俳優)
バリー・サリヴァン（Barry Sullivan, 本名：Patrick Barry Sullivan、1912年8月29日 - 1994年6月6日）は、アメリカ合衆国の俳優。
ニューヨーク出身。ニューヨーク大学とテンプル大学に学ぶ。劇場でのアルバイトがきっかけで演劇に興味を持ち、1936年にブロードウェイで俳優デビュー。1940年代から映画に、1950年代からテレビドラマにも出演し、西部劇を中心に主役、準主役として活躍した。
1994年6月6日、81歳で死去。

## 主な出演作品

### 映画
- 夜霧に散る High Explosive (1943)
- 最後の対決 The Woman of the Town (1943)
- 南の島でラブハント Rainbow Island (1944)
- 愛のあけぼの And Now Tomorrow (1944)
- ハリウッド宝船 Duffy's Tavern (1945)
- 狂恋の果て Suspens (1946)
- ギャングスター The Gangster (1947)
- 群盗の宿 Badmen of Tombstone (1949)
- 暗黒街の巨頭 The Great Gatsby (1949)
- テンション Tension (1949)
- 幌馬車隊 The Outriders (1950)
- 黄昏の惑い Payment on Demand (1951)
- 悪人と美女 The Bad and the Beautiful (1952)
- 人妻の危機 Jeopardy (1953)
- 脱獄者の叫び Cry of the Hunted (1953)
- 中国決死行 China Venture (1953)
- プレイガール Playgirl (1954)
- 戦略空軍命令 Strategic Air Command (1955)
- マーヴェリックの女王 The Maverick Queen (1956)
- 影なき恐怖 Julie (1956)
- 烙印なき男 The Maverick Queen (1956)
- ドラゴン砦の決戦 Dragoon Wells Massacre (1957)
- 四十挺の拳銃 Forty Guns (1957)
- 全員射殺（みなごろし） The Purple Gang (1959)
- 情無用の拳銃 Seven Ways from Sundown (1960)
- ミサイル空爆戦隊 A Gathering of Eagles (1963)
- 銃殺指令 Man in the Middle (1964)
- 荒野の駅馬車 Stage to Thunder Rock (1964)
- グランド・ホテル Grand Hotel (1964) テレビ映画
- シーサイドの男 My Blood Runs Cold (1965)
- ハーロウ Harlow (1965)
- バンパイアの惑星 Terrore nello spazio (1965)
- 悪のシンフォニー Poppies Are Also Flowers (1966) テレビ映画
- 殺しの逢びき An American Dream (1966)
- グローリーホールの決闘 Buckskin (1968)
- サミュエル・フラーのシャーク! Shark! (1969)
- 夕陽に向って走れ Tell Them Willie Boy Is Here (1969)
- アレンジメント/愛の旋律 The Arrangement (1969) クレジットなし
- 消えた死体/浮気妻のセックス事件簿 House on Greenapple Road (1970) テレビ映画
- 荒野のガンマン・シェリフ Yuma (1971) テレビ映画
- 探偵キャノン Cannon (1971) テレビ映画
- 候補者ビル・マッケイ The Candidate (1972)
- 死を呼ぶスキャンダル Savage (1973) テレビ映画
- ビリー・ザ・キッド/21才の生涯 Pat Garrett and Billy the Kid (1973)
- ハリケーン/ヒルダ Hurricane (1974) テレビ映画
- 大地震 Earthquake (1974)
- ワイルドトレイル Take a Hard Ride (1975)
- 狼たちの影 The 'Human' Factor (1975)
- 決裂への道/トルーマン対マッカーサー Collision Course: Truman vs. MacArthur (1976) テレビ映画
- ナポリ犯罪ルート Napoli violenta (1976)
- シドニー殺人指令 No Room to Run (1977) テレビ映画
- オー!ゴッド Oh, God! (1977)
- キャラバン Caravans (1978)
- カジノ Casino (1980) テレビ映画

### テレビドラマ
- フォード・テレビジョン・シアター The Ford Television Theatre (1953-1955)
- ウェスティングハウス・スタジオ・ワン Studio One (1955-1958)
- クライマックス! Climax! (1955-1958)
- プレイハウス90 Playhouse 90 (1957-1959)
- ボナンザ Bonanza (1959&1967)
- 西部の対決 The Tall Man (1960-1962)
- バージニアン The Virginian (1962&1969)
- 大冒険 The Great Adventure (1963-1964)
- ベン・ケーシー Ben Casey (1963-1964)
- 0011ナポレオン・ソロ The Man from U.N.C.L.E. (1968)
- スパイのライセンス It Takes a Thief (1969-1970)
- 不死身の男 The Immortal (1969-1970)
- ネーム・オブ・ザ・ゲーム The Name of the Game (1969-1971)
- 四次元への招待 Night Gallery (1969&1972)
- ハイシャパラル The High Chaparra (1970)
- 燃えよ! カンフー Kung Fu (1972&1974)
- 鬼警部アイアンサイド Ironside (1973-1974)
- 探偵キャノン Cannon (1973-1975)
- 名探偵ジョーンズ Barnaby Jones (1973-1975)
- サンフランシスコ捜査線 The Streets of San Francisco (1973-1976)
- リッチマン・プアマンⅡ Rich Man, Poor Man - Book II (1976-1977) ミニシリーズ
- ホワイト・ハウス Backstairs at the White House (1979) ミニシリーズ
- ディズニーランド Disneyland (1980)